# Mukhakesa lignicola
Mukhakesa lignicola är en svampart som beskrevs av Udaiyan & V.S. Hosag. 1992. Mukhakesa lignicola ingår i släktet Mukhakesa, ordningen kolkärnsvampar, klassen Sordariomycetes, divisionen sporsäcksvampar och riket svampar.   Inga underarter finns listade i Catalogue of Life.